# Karl Schlösser (Mediziner)
Karl Schlösser (* 2. Juni 1857 in Mannheim; † 8. August 1925 in Schaftlach) war ein deutscher Augenarzt, Hochschullehrer und Kunstsammler.

## Leben
Schlösser wuchs in München auf, wo sich sein Vater, der Partikulier Ludwig Schlösser, niedergelassen hatte. 1876 legte er das Abitur am Münchner Maximiliansgymnasium ab, unter anderem mit Rudolf von Hößlin, Gustav von Schoch, Carl Seitz und Ludwig Wüllner. Anschließend studierte er Medizin an der Ludwig-Maximilians-Universität München und der Georg-August-Universität Göttingen. In München wurde er 1877 Mitglied des Corps Isaria. In Göttingen schloss er sich 1879 dem Corps Hannovera an. 1882 erhielt er die ärztliche Approbation. 1883 wurde er in München zum Dr. med. promoviert. Anschließend arbeitete er als Assistent von August von Rothmund an der Münchner Universitätsaugenklinik, wo er sich 1887 im Fachbereich Ophthalmologie habilitierte. Zunächst als Privatdozent lehrend, wurde er 1900 zum außerordentlichen Professor der Ludwig-Maximilians-Universität berufen und begründete in München eine private Augenheilanstalt, die zu den größeren Einrichtungen dieser Art gehörte. 1914/1195 war er als Oberstabsarzt bei der Etappeninspektion der II. Armee der bayerischen Kriegslazarett-Abteilung eingesetzt und wurde mit dem Militärverdienstorden IV. Klasse mit Krone und Schwertern ausgezeichnet. Er starb auf seinem Landsitz „Allgäuhaus“ bei Schaftlach in Oberbayern.
Zu seinem wissenschaftlichen Arbeitsgebiet zählten Arbeiten über den Star, punktförmige Hornhautentzündung, Anwendung von Quecksilberoxid in der Augenheilkunde, Messung der Pupillenweite, Extraktion von Eisensplittern mittels Magneten sowie die Akkommodation linsenloser Augen und die Beurteilung von Allgemeinleiden durch Gesichtsfelduntersuchungen.
Schlösser war ab 1904 erster Vorsitzender des Münchener Corpsphilister-Verbandes. Im Verband Alter Corpsstudenten war er 2. Vorsitzender des Zentralkomitees. Das Corps Isaria wählte ihn zum Ehrenmitglied. Da Schlösser keine Nachkommen hatte, hinterließ er seinen beiden Corps erhebliche Teile seines Vermögens als Vermächtnis, dieses wurde beim Corps Hannovera als Stiftung geführt.

## Kunstsammlung

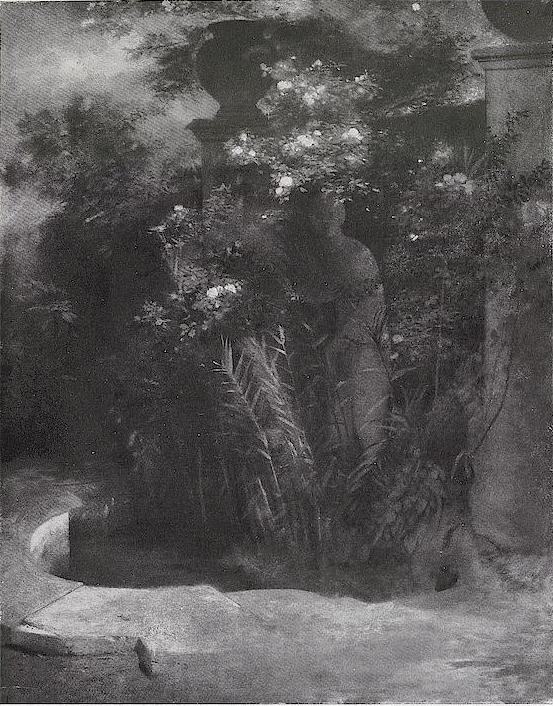
Arnold Böcklins Verlorene Venus, Los 14 im Auktionskatalog vom 14. November 1931

Karl Schlösser war ein bekannter Kunstsammler. In seiner Gemäldesammlung bildeten Künstler der Münchner Schule einen Schwerpunkt. Nach seinem Tod wurde seine Sammlung in zwei Auktionen am 14. November 1931 und am 9. Dezember 1931 bei der Galerie Hugo Helbing in München versteigert.

## Schriften
- Zur vergleichenden pathologischen Anatomie und Ätiologie der Mastitis. (Inaugurial-Dissertation an der Ludwig-Maximilians-Universität München) J. B. Hirschfeld, Leipzig 1883.
- Die für die Praxis beste Art der Gesichtsfelduntersuchung, ihre hauptsächlichsten Resultate und Aufgaben. Marhold, Halle an der Saale 1901.
- Alkoholinjektionen bei Trigeminusneuralgie. In: Zeitschrift für Augenheilkunde, 10. Jahrgang 1903, S. 335.